# 15 Broad Street
15 Broad Street, auch Downtown by Philippe Starck, ehemals Equitable Trust Building, ist ein Wolkenkratzer in Lower Manhattan in New York City, Vereinigte Staaten. Das frühere Bürohochhaus beherbergt seit 2007 luxuriöse Eigentumswohnungen.

## Beschreibung
Das Wohngebäude befindet sich im Financial Distrikt von Manhattan an der Ostseite der Broad Street und nimmt die ganze Stadtblockbreite zwischen der Wall Street und Exchange Place ein. Dabei umschließt es an der Ecke Wall Street/Broad Street das denkmalgeschützte Gebäude 23 Wall Street. Direkt benachbarte weltbekannte Gebäude sind in der Broad Street die Wertpapierbörse New York Stock Exchange mit der davor platzierten Bronze-Statue Fearless Girl und in der Wall Street die Federal Hall National Memorial.
Das Gebäude wurde vom Architekturbüro Trowbridge & Livingston entworfen und 1928 als Bürogebäude für die zur Chase National Bank gehörenden Equitable Trust Company fertiggestellt, nach der es auch zum Anfang benannt wurde. Bauherr war die Thompson-Starrett Company. Es ersetzte das 1882 erbaute 10-stöckige Mills Building. Mit 42 Stockwerken und einer Höhe von 168 Metern (551 Fuß) gehörte 15 Broad Street bis 1931 zu den 20 größten Bürogebäuden weltweit. Das Finanzunternehmen J.P. Morgan & Company, ab 1959 Morgan Guaranty Trust Company, damals Besitzer von 23 Wall Street, erwarb 1955 das Bürogebäude und ließ es bis 1957 renovieren. Dabei wurden 23 Wall Street und 15 Broad Street baulich miteinander verbunden. Als neuen Hauptsitz von Morgan Guaranty Trust unterzog man beide Gebäude von 1962 bis 1964 erneut einer umfangreichen Renovierung. 2003 wurden 15 Broad Street und 23 Wall Street für 100 Millionen US-Dollar an die Investmentgesellschaft Africa Israel und die Immobilienmaklerin Shaya Boymelgreen verkauft. Sie ließen bis 2007 das Bürogebäude vom französischen Designer Philippe Starck zu einem Wohngebäude mit 326 luxuriösen Eigentumswohnungen umbauen. Sie werden als Downtown by Philippe Starck vermarktet.
15 Broad Street hat ein Stahlskelett und die Fassade besteht am Sockel angelehnt an 23 Wall Street aus Kalkstein und darüber aus Ziegelstein. In der Lobby ist ein historischer 1.900-teiliger Louis-quinze-Kronleuchter ausgestellt, der einst in der Haupthalle von J.P. Morgans 23 Wall Street hing. Auf dem Dach der fünfstöckigen 23 Wall Street wurde eine weitläufige 460 m² große begrünte Terrasse angelegt. Den Bewohnern stehen weiter unter anderem ein Fitnessstudio, ein Schwimmbad, ein Tanz- und Yogastudio, ein Squashplatz, eine Bowlingbahn, ein Businesscenter, ein Kino und eine Lounge zur Verfügung. Am Gebäude befinden sich Zugänge zur Station Broad Street der New York City Subway, die von den Linien  und  bedient wird.

## Ansichten

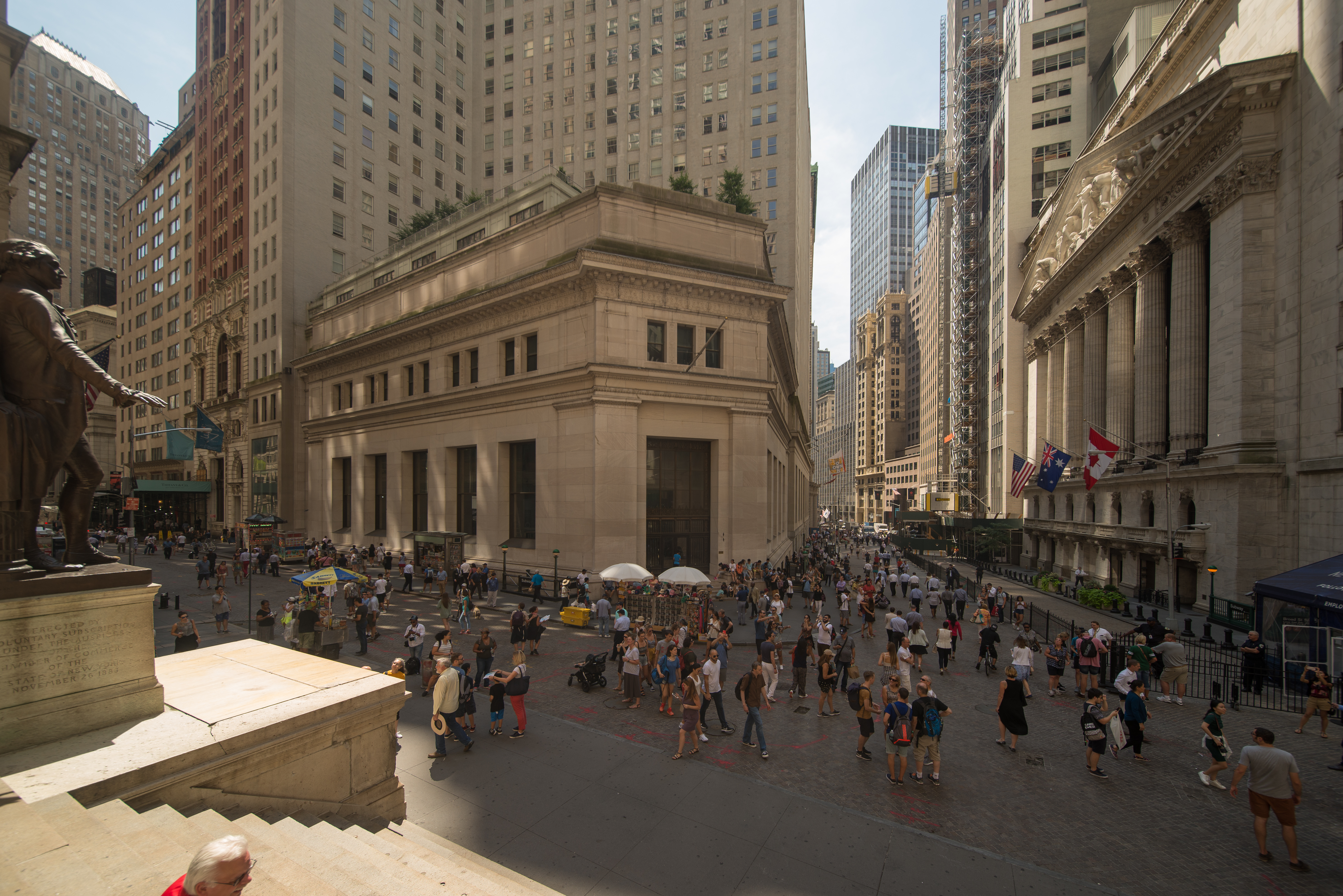
Denkmalgeschützte 23 Wall Street im Jahr 2017
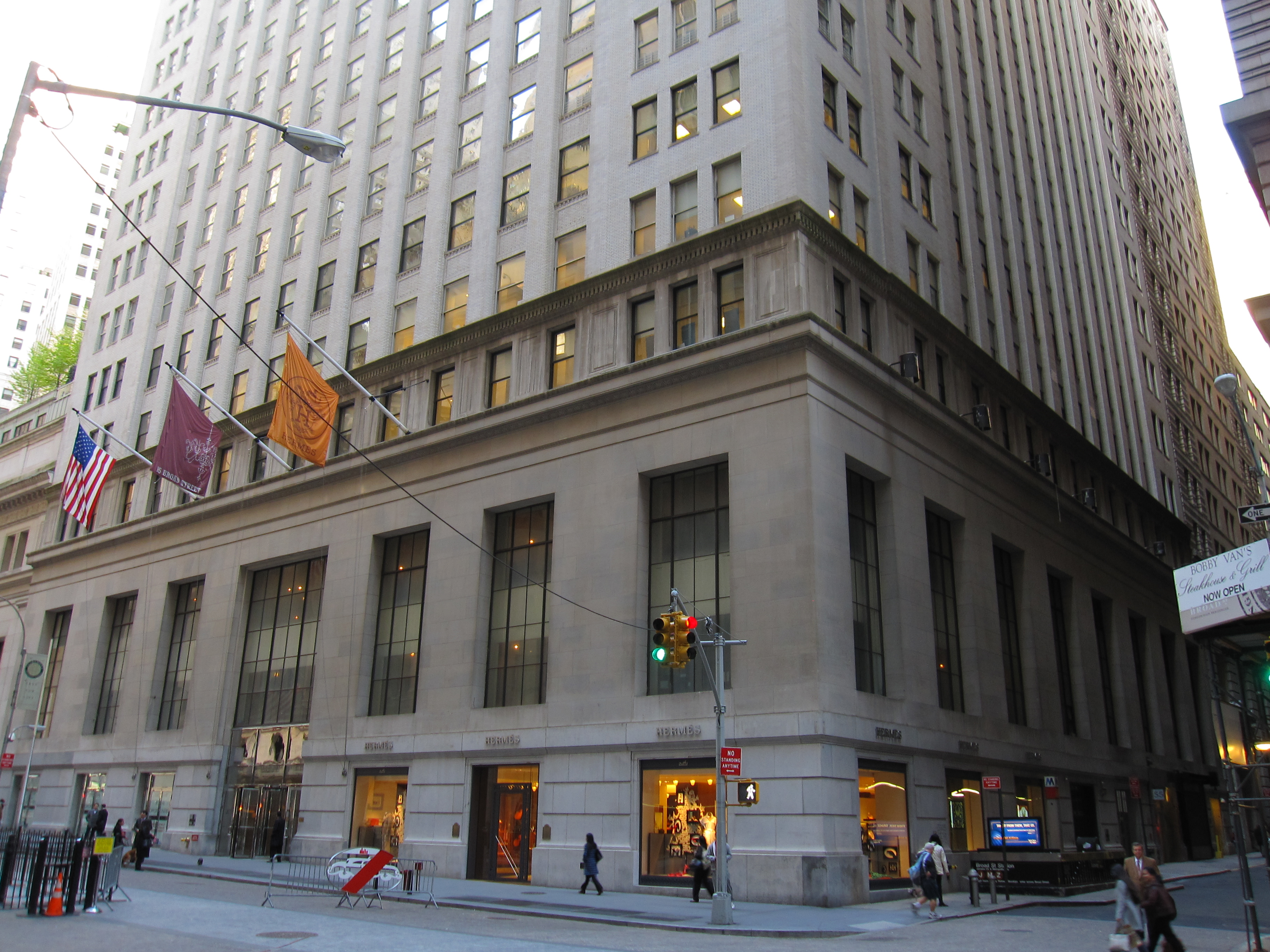
Gebäudesockel an der Exchange Place
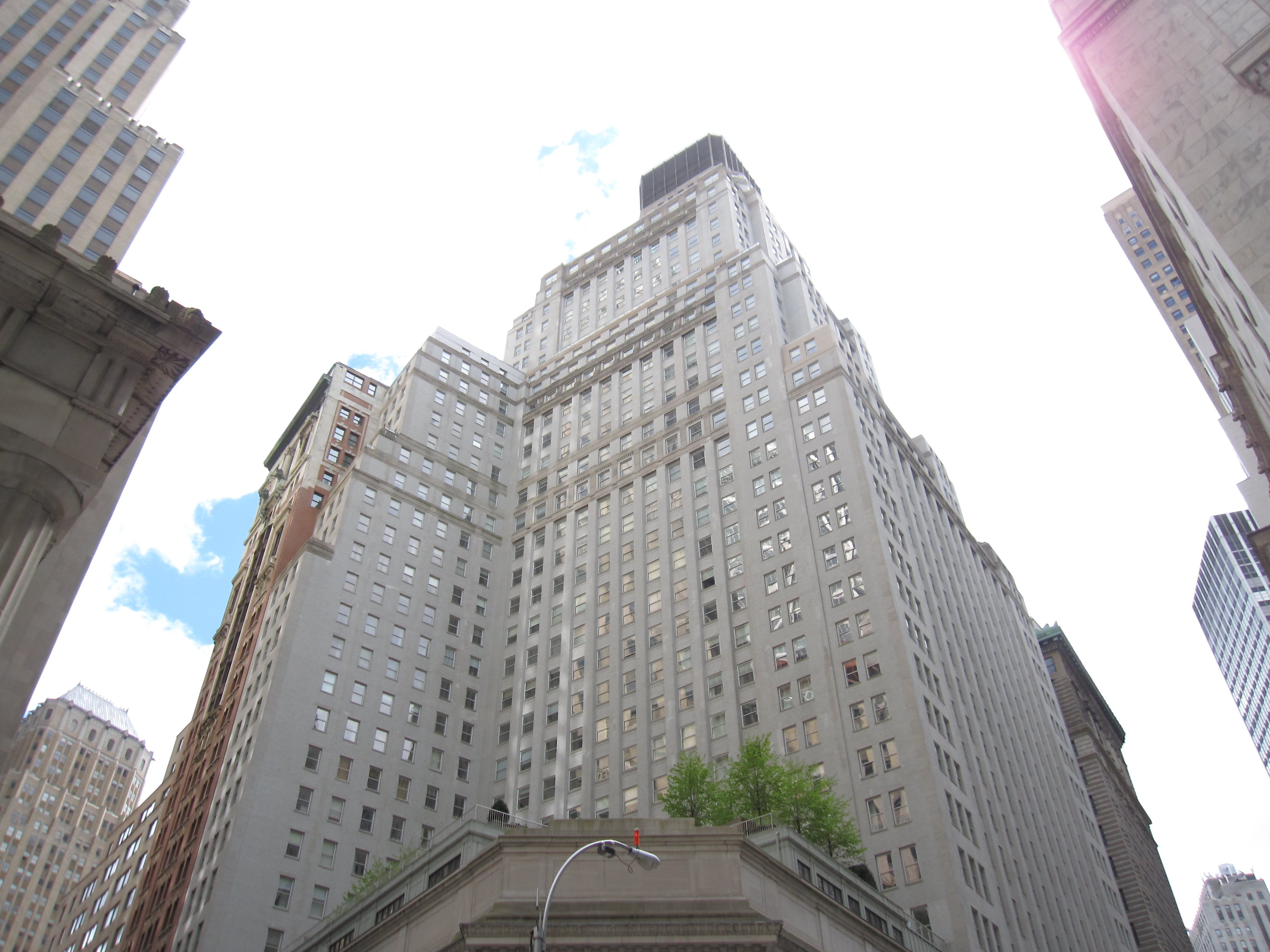
Vertikale Fassadenansicht
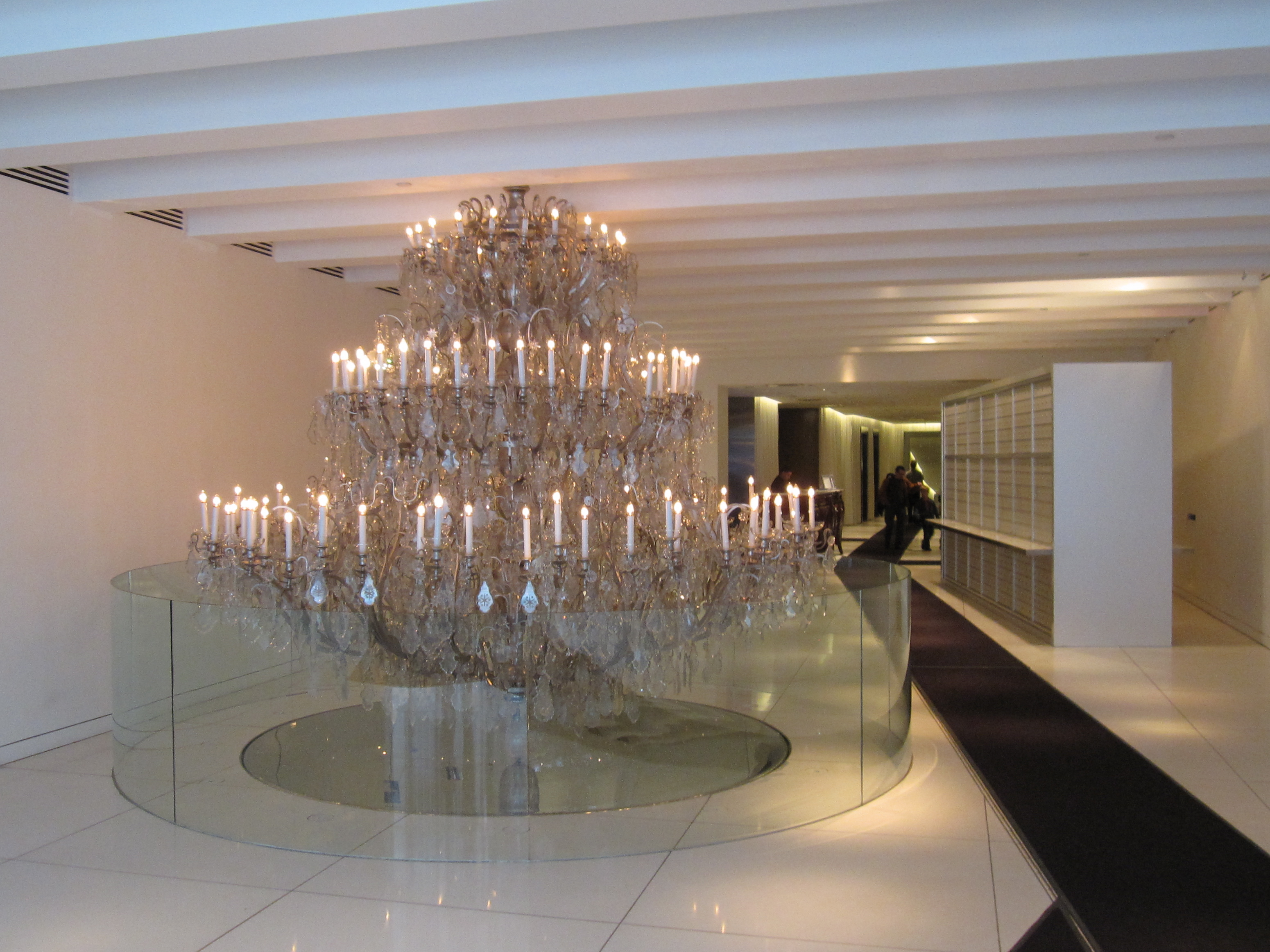
In der Lobby ausgestellter historischer Kronleuchter